# 水産資源保護法
水産資源保護法（すいさんしげんほごほう、昭和26年12月17日法律第313号）は、日本国内における水産資源の保護と漁業の発展に関する法律である。
1951年12月17日公布、1952年6月16日施行。

## 内容
水産資源保護のため、水産動植物に有害な物の遺棄又は漏せつその他水産動植物に有害な水質汚濁に関する制限又は禁止等が定められており、罰則も設けられている。

## 構成
- 第1章 - 総則（第1条~第3条）
- 第2章 - 水産資源の保護培養（第4条~第31条） 
  - 第1節 - 水産動植物の採捕制限等（第4条~第12条）
  - 第2節- 水産動物の輸入防疫（第13条~第16条）
  - 第3節 - 保護水面（第17条~第22条）
  - 第4節 - 溯河魚類の保護培養（第23条―第29条）
  - 第5節 - 水産動植物の種苗の確保（第30条・第31条）
- 第3章 - 水産資源の調査（第32条・第33条）
- 第4章 - 補助（第34条）
- 第5章 - 雑則（第35条~第40条）
- 第6章 - 罰則（第41条~第47条）
- 附則

## 主務官庁
農林水産省